# كأس تونس للكرة الطائرة للرجال 2021–22
كأس تونس للكرة الطائرة للرجال 2021-2022 هو الموسم رقم 66 من كأس تونس للكرة الطائرة للرجال.
فاز بهذا الموسم الترجي الرياضي التونسي.

## روابط خارجية
- الموقع الرسمي للجامعة التونسية للكرة الطائرة.